# املزان

تعديل مصدري - تعديل

املزان هي إحدى قرى عزلة  الوضيع بمديرية الوضيع التابعة لمحافظة أبين، بلغ تعداد سكانها 203 نسمة حسب تعداد اليمن لعام 2004.